# Milford Haven
Milford Haven (wal. Aberdaugleddau) – miasto portowe w południowo-zachodniej Walii, w hrabstwie Pembrokeshire.
Około 14 tys. mieszkańców. Od 1960 r. budowano tu port naftowy, z kilkoma rafineriami i zakładami petrochemicznymi. W mieście znajduje się też Muzeum Morskie utrzymywane za pieniądze mieszkańców.
W 1485 roku miejsce lądowania Henryka VII Tudora w drodze po tron Anglii.